# Konrad II Znojemski
Konrad II Znojemski (zmarł po 1161 r.) – pochodzący z czeskiej dynastii Przemyślidów książę na Znojmie 1123–1128 i 1134–1161, książę Moraw 1160. Syn Luitpolda (Lupolda) księcia znojemskiego (zm. 1112) i Idy z Babenbergów, wnuk księcia Czech Konrada I. 
Jego żoną była Maria serbska (zm. po 1189), córka wielkiego żupana serbskiego Urosza I, jej siostrą była Jelena (Helena), żona króla Węgier Beli II. 
Dzieci:
- Ernest (zmarł 1156 r.),
- Konrad II Otto, książę Czech,
- Helena znojemska, żona Kazimerza Sprawiedliwego.